# سويا ياموتو
سويا ياموتو (باليابانية: 湯本 創也) (مواليد 28 سبتمبر 2001) هو لاعب كرة قدم ياباني.

## وصلات خارجية
- سويا ياموتو على موقع رابطة كرة القدم اليابانية للمحترفين (اليابانية)
- سويا ياموتو على موقع قاعدة بيانات كرة القدم.إي يو (الإنجليزية)
- سويا ياموتو على موقع Soccerway.com (الإنجليزية)